# Слов'яни-мусульмани
Слов'яни-мусульмани (серб. Муслимани; болг. Мюсюлмани) — етнорелігійні групи слов'ян, які сповідують іслам як традиційну релігію.

## Історія
Слов'яни зіткнулися з ісламськими народами вперше за часів раннього Середньовіччя. Східні слов'яни (у тому числі українці, які страждали від набігів кримських татар, воювали з ними, а також з Османською імперією). Прикордонні тюркські народи захоплювали в полон слов'ян і продавали в рабство по всьому Середземномор'ю. Вивчивши мову й освоївшись з місцевою релігією, деякі раби-слов'яни виходили на волю або тікали, поповнюючи ряди найманців, авантюристів і навіть правителів еміратів-тайфа мусульманської Іспанії (Кордовський халіфат, емірат Денья). Цих розкиданих по світу слов'ян-мусульман мусульмани називали сакаліба.

### Південні слов'яни
Південні слов'яни, що розселилися в Візантійській імперії, мали подібні контакти з арабами. В XV столітті на місце Візантійської імперії прийшла мусульманська Османська імперія.
Під впливом турків великі групи слов'ян, насамперед богомили, яких раніше переслідували грецька православна церква, навернулися в іслам відносно мирним шляхом. В іслам перейшла деяка частина аристократичної еліти південних слов'ян, що прагнула зберегти свої привілеї. Слов'янських дітей гнали в рабство і робили яничарами. Ісламізовані болгари в районі Родоп, найближчому до Стамбулу. Одночасно в XV — XVIII століттях в іслам переходять серби в Санджаці, Боснії та інших місцях. Багато слов'ян ставали мусульманами, через те, що турки обкладали мусульманське населення меншими податками.
Група південних слов'ян, прийняла іслам на певному етапі своєї історії, але при цьому зберегла слов'янську самосвідомість і слов'янську мову як рідну. Таким чином їхня релігія — іслам — є головним чинником самовизначення, хоча не всі слов'яни — мусульмани дуже релігійні. Багато ведуть цілком світський спосіб життя. Під слов'янами-мусульманами йдеться, як правило, про відносно численні групи народів, що сформувалися в результаті ісламізації певних територіальних груп більш великих близькоспоріднених їм слов'янських народів — християн.
Південні слов'яни, що прийняли іслам:
- Помаки — болгари, які прийняли іслам
- Торбеши — македонці, які прийняли іслам
- Горанці — жителі Гори, що в південній частині Метохії, за походженням — серби або македонці, які прийняли іслам
- Боснійці (бошняки) — слов'яни Боснії
- Кучи (муслімани, потуреченці) — чорногорці, які прийняли іслам